# Hugo Faria
Hugo Miguel Encarnação Pires Faria (n. 15 februarie 1983, São Brás de Alportel, Portugalia), cunoscut ca Hugo Faria este un fotbalist portughez care evoluează în prezent la Enosis Neon Paralimni. De-a lungul carierei a mai evoluat la S.C. Olhanense și la Farul Constanța.